# CGC Viareggio 1988-1989
Questa voce raccoglie le informazioni riguardanti del CGC Viareggio nelle competizioni ufficiali della stagione 1988-1989.

## Stagione
Quattordicesimo campionato di Serie A1. È una stagione di cambiamenti. Molti giocatori cambiano squadra, dopo la pesante delusione dell'anno precedente. La società vorrebbe trattenere Jaime ed acquistare Nunes dal Bassano, per formare una coppia d'assi in attacco. Il primo vuole cambiare aria a tutti i costi (Lodi) e il secondo, nonostante foto con la maglia bianconera, cambia idea all'ultimo. Tutto questo fa saltare i piani societari e cercare due nuovi stranieri portoghesi Leste e Rodriguez, non ripieghi, comunque buoni giocatori, ma non previsti e non programmati. Una rosa nuova e un allenatore nuovo hanno bisogno di tempo. Per i risultati ci vuole programmazione appunto.
In coppa Italia, il Viareggio elimina il Valdagno, ma ai quarti di finale deve cedere al Roller Monza, con i viareggini Cupisti e Cinquini. Due partite equilibrate vinte dalla squadra brianzola con una rete di scarto. Il Roller Monza vincerà lo scudetto.
In campionato il CGC arriva sesto, ma con un po' di fortuna in più meritava almeno il quarto posto. Dopo aver superato agli ottavi il Sandrigo, nei quarti trova il solito Novara, che batte i bianconeri in entrambe le partite.

## Maglie e sponsor
Lo sponsor ufficiale per la stagione 1988-1989 fu PrimoMercato.
| 1ª divisa | 2ª divisa |

## Organico

### Giocatori
Dati tratti dal sito internet ufficiale della Federazione Italiana Sport Rotellistici.
| N° | Naz.                  | Ruolo | Sportivo              |  |  |  |
| -- | --------------------- | ----- | --------------------- |  |  |  |
|    | Italia (bandiera)     | P     | Andrea Gemignani      |  |  |  |
|    | Italia (bandiera)     | P     | Alessandro Pardini    |  |  |  |
|    | Italia (bandiera)     | E     | Alessandro Barsi      |  |  |  |
|    | Italia (bandiera)     | E     | Silvano Paoli         |  |  |  |
|    | Portogallo (bandiera) | E     | Joao Rodriguez        |  |  |  |
|    | Italia (bandiera)     | E     | Alessandro Giovannoni |  |  |  |
|    | Italia (bandiera)     | E     | Benetti               |  |  |  |
|    | Italia (bandiera)     | E     | Alessandro Bertolucci |  |  |  |
|    | Portogallo (bandiera) | E     | Josè Leste            |  |  |  |
|    | Italia (bandiera)     | E     | Mirko Bertolucci      |  |  |  |
|    | Italia (bandiera)     | E     | Sergio Mazzoni        |  |  |  |